# دعم مؤتمت للقرار
إن أنظمة الدعم المؤتمت للقرار, أو ما يُعرف اختصارًا بـ ADS, هي أنظمة تقوم على قواعد محددة بحيث تكون قادرة على إيجاد حلول للمشاكل الإدارية المتكررة (تيربان وليندر ومكليان وويذرب 2007). وتكون أنظمة الدعم المؤتمت للقرار وثيقة الصلة بأنظمة معلوماتية الأعمال و تحليلات الأعمال.
وتعتمد أنظمة الدعم المؤتمت للقرار على قواعد الأعمال. ويمكن إنشاء قواعد الأعمال هذه أو تفعيلها من خلال تحليلات الأعمال. يمكن أن تثير قواعد الأعمال قرارًا تلقائيًا يعد جزءًا من معلوماتية إدارة الأعمال.
تظهر الأهمية القصوى لأنظمة الدعم المؤتمت للقرار في المواقف التي تتطلب حلولاً لمشكلات الإدارة المتكررة التي تستخدم عادة المعلومات المتاحة عبر الوسائل الإلكترونية. ويجب أن يتم تحديد المعلومات المطلوبة والمعايير اللازمة لاتخاذ القرارات بكل وضوح وتنظيمها تمامًا. ويجب أن يكون الموقف الذي يعكس مشكلة ما واضحًا ومفهومًا على نحو جيد.
ويتم توفير مكونات أنظمة الدعم المؤتمت للقرار بمعرفة شركات تطوير البرمجيات. ويتم توفير العناصر التالية:
- محركات البحث
- اللوغاريتمات الرياضية والإحصائية
- الحزم المتخصصة
- نظم المشروعات
- تطبيقات تدفق العمل

(تيربان وليندر ومكليان وويثيرب 2007)